# エスワティニ大学
エスワティニ大学（エスワティニだいがく、英語: University of Eswatini、UNESWA）はエスワティニのクヮルセニに所在する国立大学。

## 歴史
本来、エスワティニ、レソト、ボツワナは共同で「ボツワナ・レソト･スワジランド大学」を設立していたが、レソトが1975年10月20日にレソト国立大学として分離・脱退し、「ボツワナ及びスワジランド大学」として新設。1982年6月にボツワナ大学と分離してスワジランド大学となった。2018年4月の国名の変更に伴い、現在の大学名に改称された。

## キャンパス

### クヮルセニ
商学部、人文学部、社会科学部、教育学部、理工学部がある。

### ルイェンゴ
かつてのスワジランド農業大学センター(Swaziland Agricultural College and University Centre、SACUC)所在地で、現在は農学部がある。

### ムババーネ
エスワティニの首都ムババーネのキャンパス。かつてはスワジランド健康科学大学の所在地。現在は健康科学部があり、看護学校、助産プログラム、環境学プログラムも併設している。

## 学部
以下の学部と教育プログラムが存在する。
- 農学部
- 商学部
- 消費者科学部
- 教育学部
- 健康科学部
- 人文学部
- 理工学部
- 社会科学部
- 遠隔教育大学部(IDE, The Institute of Distance Education)
- 大学院修士・博士課程

## 姉妹校
- 台湾 台北医学大学[5]